# Tjebarkulsøen
54°57′36″N 60°19′46″Ø / 54.96000°N 60.32944°Ø
Tjebarkulsøen (russisk: озеро Чебаркуль, tr. ozero Tjebarkul) er en indsø i Tjeljabinsk oblast i Rusland. Den har et areal på 19,8 km² og er dækket af is fra november til april. Byen Tjebarkul ligger på bredden af søen.

## Ekstern henvisning
- Wikimedia Commons har flere filer relateret til Tjebarkulsøen